# Acmella lundellii
Acmella lundellii là một loài thực vật có hoa trong họ Cúc. Loài này được R.K.Jansen mô tả khoa học đầu tiên năm 1985.